# Tiroteo en la Universidad Central de Míchigan
El tiroteo  en la Universidad Central de Míchigan ocurrió el 2 de marzo de 2018 y dejó dos personas muertas. La policía universitaria dirigió una persecución destinada a encontrar al perpetrador de los asesinatos.